# أليكسي كيم
أليكسي كيم (بالروسية: Алексей Ким)‏ ولد في (13 سبتمبر 1987 - ) وهو لاعب كرة قدم روسي في مركز الدفاع. لعب مع توم تومسك وFC Oryol ‏ وFC Yakutiya Yakutsk ‏ وFC Torpedo Rubtsovsk ‏.

## وصلات خارجية
- أليكسي كيم على موقع قاعدة بيانات كرة القدم.إي يو (الإنجليزية)